# Khànskaia
Khànskaia (en rus Ханская) és una stanitsa de la República d'Adiguèsia, a Rússia. És a la riba dreta del riu Bélaia, a 12 km al nord-oest de Maikop i a 12 km al sud-est de Belorétxensk.